# Vilnius Mama Jazz
Vilnius Mama Jazz (von 2005 bis 2007 „Vilnius City Jazz“) ist ein internationales jährliches Jazz-Festival in der litauischen Hauptstadt Vilnius. Es findet seit 2002 statt. Die Initiatorin und seitherige Managerin ist Judita Bartoševičienė, Direktorin der Anstalt VšĮ „Vilniaus džiazo klubas“. Man arbeitet mit Lietuvos muzikos ir teatro akademija zusammen. Es gibt Austausch mit dem Festival „Transeuropéennes“ (Frankreich). Die Hauptbühne ist im Staatliche Jugendtheater im Zentrum der Altstadt präsentierte an vier Abenden acht Acts. Ein Teil der Konzerte wird mitgeschnitten und europaweit im Hörfunk ausgestrahlt, 2022 etwa das Quartett Lars Danielsson & Liberetto, 2023 das Euroradio Jazz Orchestra unter Leitung von Jievaras Jasinskis.

## Teilnehmer (Auswahl)
Chick Corea, John McLaughlin, Bill Frisell, Marcus Miller, Christian McBride, Dee Dee Bridgewater, „Medeski, Martin & Wood“, Dave Douglas, Wayne Shorter, Danilo Pérez, John Patitucci, Brian Blade, Miroslav Vitouš (Tschechien), Jean-Luc Ponty, Louis Sclavis, Erik Truffaz (Frankreich), „Vienna Art Orchestra“ (Österreich), Satoko Fujii (Japan), „Copenhagen Art Ensemble“ (Dänemark), Dennis Rollins, Gilad Atzmon, Jay Phelps (UK), Rosario Giuliani, Flavio Boltro (Italien), Eivind Aarset (Norwegen).